# Савицький Ігор Віталійович
І́гор Віта́лійович Сави́цький (4 серпня 1915, Київ — 27 липня 1984) — радянський художник українського походження, реставратор, етнограф, мистецтвознавець, Заслужений діяч мистецтв Узбецької РСР (1964), народний художник Каракалпакстану, творець і перший директор Музею мистецтв у Нукусі.

## Біографія
Ігор Віталійович народився в Києві в родині юриста. Одним з його дідів був відомий візантолог Тимофій Флорінський, який створив власну наукову школу.
З 1934 року Ігор Савицький вступив на графічне відділення Московського поліграфічного інституту. Продовжив навчання у Московському художньому училищі пам'яті 1905 року. З 1938 по 1941 роки він здобував освіту в Інституті підвищення кваліфікації художників у майстерні професора Левка Крамаренка. 1941 року вступив до Московського державного художнього інституту ім. Сурикова. Під час війни перебував у Самарі.
Отримавши запрошення від відомого етнографа Тетяни Жданко у 1950 році приїхав у Каракалпакстан і приєднався до Хорезмської археологічної та етнографічної експедиції Академії наук СРСР. У 1956 році отримав посадку наукового співробітника Каракалпацькому науково-дослідному інституті економіки та культури. Потім працював в Інституті історії, мови та літератури Каракалпацької філії АН Узбецької РСР, а згодом у Каракалпацькому історико-краєзнавчому музеї.
27 липня 1984 року Ігор помер. Похований у Нукусі на російському цвинтарі.
У 2002 році Указом Президента Республіки Узбекистан Іслама Карімова, Ігор Савицький був посмертно нагороджений орденом «За видатні заслуги».

## Державний музей мистецтв імені І.В.Савицького
Музей відкрито 5 лютого 1966 року з ініціативи І. В. Савицького у місті Нукус. Перші автори, чиї твори були представлені у музеї були: А. Ісупов, Л. Крамаренко, М. Ульянов, Р. Фальк та інші . Сучасна колекція музею містить понад 90 000 різноманітних експонатів. 
У межах проєкту першої леді України Олени Зеленської відбувся запуск українськомовного аудіогіда у музеї, за підтримки Посольства України в Узбекистані. 